# Półtawski-Antiqua

Półtawski-Antiqua

Die Półtawski-Antiqua ist eine Schriftart, die speziell für die polnische Sprache geschaffen wurde.
Die Antiquaschrift wurde in den Jahren 1923 bis 1928 von dem polnischen Graphiker und Schriftdesigner Adam Półtawski (1881–1952) entworfen. Nach ihren charakteristischen Merkmalen lässt sie sich als klassizistische Antiqua klassifizieren. Es ist eine der ersten Schriften in Polen, die neu entwickelt wurden. Die Glyphenform ist an die Eigenheiten der polnischen Sprache angepasst und ergibt einen sehr harmonischen Rhythmus beim Satz. Besonders charakteristisch sind die Glyphen der Buchstaben w, y und g. Diese kommen oft in polnischen Texten vor, deshalb entwarf Półtawski sie so, dass die senkrechten Elemente überwiegen. Dieses verleiht dem Text besondere Homogenität. Weitere charakteristische Merkmale sind die sechseckigen Punkte, rechtwinklige Verbindungen in den Glyphen der Buchstaben f und j, geschwungene Form der Querbalken in ł und Ł. Die Półtawski-Antiqua ist eine der am besten erkennbaren Schriften in Polen und wird manchmal als „polnische Nationalschrift“ bezeichnet.
Półtawski-Antiqua wurde bis in die 1980er Jahre verwendet. Heutzutage wird die Schrift als nicht mehr zeitgemäß für den Mengensatz empfunden.
Janusz M. Nowacki, Bogusław Jackowski und Piotr Strzelczyk implementierten für das Schriftsatzprogramm TeX eine Computerversion dieser Schrift. Diese ist frei (im Sinne freier Software) anwendbar nach GNU General Public License (GPL).